# Záhorský kopec
Záhorský kopec (341 m n. m.) je vrch v okrese Svitavy v Pardubickém kraji. Leží asi 1 km ssv. od obce Cerekvice nad Loučnou na jejím katastrálním území.
Kopec se v minulosti nazýval Záhořanský kopec.

## Geomorfologické zařazení
Geomorfologicky vrch náleží do celku Svitavská pahorkatina, podcelku Loučenská tabule, okrsku Litomyšlský úval a podokrsku Sloupnický úval.